# ピアノ協奏曲第5番 (モーツァルト)
ピアノ協奏曲第5番 ニ長調 K. 175 は、ヴォルフガング・アマデウス・モーツァルトが1773年に作曲したピアノ協奏曲であり、実質的にモーツァルトが最初に作曲したピアノ協奏曲である。
また、本作の第3楽章の別稿として作曲された『ピアノと管弦楽のためのロンド ニ長調 K. 382』についても解説する。

## 概要
第1番から第4番にかけての一連のピアノ協奏曲は、カール・フィリップ・エマヌエル・バッハやヨハン・ショーベルトらの作曲家のソナタの編曲であるため、本作がモーツァルト最初のピアノ協奏曲であると同時に、モーツァルトのオリジナルなピアノ協奏曲の第1作でもある。だが、明らかにヨハン・クリスティアン・バッハの様式を模倣して作曲されたものであり、クリスティアンの影響を留めていると一般には評価されている。だが、オリヴィエ・メシアンは「試作というには、あまりに見事な腕前」と評価し、アルフレート・アインシュタインも「独奏楽器とオーケストラの釣合、ならびに規模の点で、既にヨハン・クリスティアンをはるかに越えている」と絶賛するなど、音楽研究家からは高く評価されている。
本作は1773年の12月にザルツブルクで作曲され、既に習作の範囲を越えて完成された様式を持っている。トランペットとティンパニを加えた祝祭的な作品で、おそらくモーツァルト自身あるいは姉のナンネルの演奏を目的としたものと思われる。後にモーツァルトはミュンヘンやウィーンでも演奏し、1777年頃にオーケストラに手を加えている。モーツァルトはこの協奏曲に愛着を持っており、最晩年まで演奏し続けた。
自筆譜は、1860年時点ではヨハン・アウグスト・アンドレが所蔵しており、第6番と合本されていたと伝えられている。その後、1862年にF・A・グラスニック（F. A. Grassnick）なる人物の手に渡ったという記録を最後に現在は行方不明となっている。そのため、新モーツァルト全集においては初版と筆写譜、マンハイムで作成された改訂版のパート譜の一部が校訂に用いられた。しかし、1972年に本曲の校訂版が刊行されたのちに1974年に発見されたオーボエとバスパートの改訂版自筆譜は反映されておらず、改訂版のパート譜も不完全なため改訂の過程が不明瞭という問題がある。このため、演奏においては初版や校訂版に基づく複数のバージョンが取り上げられている。

## 楽器編成
独奏ピアノ、オーボエ2、ホルン2、トランペット2、ティンパニ一対、弦五部。

## 曲の構成
全3楽章、演奏時間は約21分（各楽章8分、7分、6分）。第1楽章と第3楽章については、初稿と第2稿ではオーボエの音形が変更されている。
- 第1楽章 アレグロ
ニ長調、4分の4拍子、協奏ソナタ形式。
- 第2楽章 アンダンテ・マ・ウン・ポコ・アダージョ
ト長調、4分の3拍子、展開部の無いソナタ形式。
- 第3楽章 アレグロ
ニ長調、2分の2拍子（アラ・ブレーヴェ）、ロンド形式。
モーツァルトは後の1782年に行われたウィーンでの演奏会の際に、新たな終楽章として『ピアノと管弦楽のためのロンド ニ長調』（K. 382）を作曲している（下記）。

## ピアノと管弦楽のためのロンド ニ長調 K. 382
ピアノと管弦楽のためのロンド ニ長調 K. 382 は、ヴォルフガング・アマデウス・モーツァルトが1782年に作曲したピアノと管弦楽のための作品であり、上記の通りピアノ協奏曲第5番の第3楽章の別稿として作曲された。『コンサート・ロンド』と表記されることもあり、また日本では滅多に呼ばれることはないが、CDや出版物によっては通し番号を付けて『ピアノ協奏曲第28番』と表記される場合もある。

### 概要
モーツァルトはこのロンドを作曲する前年の1781年に、雇い主であったザルツブルク大司教のヒエロニュムス・コロレド伯との衝突から、故郷のザルツブルクからウィーンに引っ越したばかりであり、フリーの音楽家としてウィーンでの評判とその後の安定した収入を得る必要があったため、演奏会やオペラの作曲、レッスン、楽譜の出版などで生計を立てていた。そんな折、1782年3月3日に催される四旬節の演奏会に際して、1777年のパリ旅行で訪れたマンハイムで好評を得たピアノ協奏曲第5番を演奏することを思い立ち、ウィーンの聴衆により適したものになるように作品を改訂し、これがこのロンドの作曲へと繋がった。
初演は同演奏会でモーツァルト自身のピアノと指揮で行われ、好評を博したと伝えられている。

### 楽器編成
独奏ピアノ、フルート1、オーボエ2、ホルン2、トランペット2、ティンパニ一対、弦五部。
ピアノ協奏曲第5番の第3楽章の別稿として作曲されたため、基本的な編成は変わらないが、フルートが追加されている。

### 曲の構成
アレグレット・グラツィオーソ、ニ長調、4分の2拍子。
「ロンド」と銘うたれてはいるが、実際には主題と7つの変奏、カデンツァとコーダからなる変奏曲である。また、演奏時間も元の第3楽章の倍ほどの約10分となっている。